# Ильин, Артём Ильич
Артём Ильич Ильин (род. 4 января 1987, Чистополь, Республика Татарстан — российский и черногорский (с 2023 года) шахматист, гроссмейстер (2007). Международный гроссмейстер и профессиональный тренер, основатель шахматной школы IQ Chess.

## Биография
Познакомился с шахматами совершенно случайно (в семье никто не играл в шахматы, но она была спортивная). В подготовительную группу детского сада пришёл тренер, показал, как ходят фигуры, объяснил основные концепции игры). Дважды став победителем первенства детского сада, он понял, что это его призвание и попросил папу записать его в шахматный кружок. Отец учёл его пожелания, и семья начала искать кружок шахмат в уездном городе с населением 60000 человек. Пришли во дворец пионеров и школьников в октябре, где получили уверенный отказ от тренера брать его в группу. Тренер мотивировал это тем, что набор в группу закончился в сентябре и они немного опоздали. Но посоветовал педагога по шахматам в районе Мебельной фабрики, который занимался с детьми на дому. Так и началось погружение будущего международного гроссмейстера в мир шахмат, продолжающееся и по сей день. Первый тренер — Царев Александр Иванович. Уже тогда его тренер объяснил значимость физической подготовки для достижения больших шахматных успехов. Александр Иванович начал формировать индивидуальный стиль игры (преимущественно позиционный), используя самобытные схемы, такие как система Цукерторта, дебют Рети, защита Пирца — Уфимцева. Сейчас сам является тренером.

## Спортивные достижения
В период с 1997 по 2008 годы были достигнуты следующие успехи:
- Победитель Первенства России среди юниоров до 20 лет;
- Неоднократный победитель и призёр юношеских первенств России;
- Вице-чемпион Европы среди юношей до 16 лет;
- Обладатель Кубка России по шахматам среди мужчин (2004);
- Делёж 1-7 мест на чемпионате Европы среди мужчин (2007);
- Участник Кубка Мира 2007;
- Неоднократный призёр командных чемпионатов России и Кубков европейских клубов в составе команды «Ладья-Казань».

| Год  | Город    | Турнир                                           | + | − | = | Результат | Место |
| ---- | -------- | ------------------------------------------------ | - | - | - | --------- | ----- |
| 1999 |          | Первенство России среди юношей до 12             |   |   |   | из        | 1     |
| 2002 |          | Первенство России среди юношей до 16             |   |   |   | из        | 1     |
| 2003 | Тольятти | Командный чемпионат России — «Ладья Казань-1000» |   |   |   | из        | 1     |
| 2004 | Самара   | Чемпионат России среди юниоров до 20 лет         |   |   |   | 8 из 11   | 1     |
| 2005 | Дагомыс  | Командный чемпионат России — «Ладья Казань-1000» |   |   |   | из        | 3     |

## Изменения рейтинга
| Графики недоступны из-за технических проблем. См. информацию на Фабрикаторе и на mediawiki.org. |